# Laurence Tolhurst
Laurence Andrew Tolhurst (Horley, Surrey, 3 de febrero de 1959) es miembro fundador de la banda de rock alternativo The Cure e integrante hasta 1989 como baterista y tecladista.

## Biografía

### Años con The Cure
En el momento de la fundación de la banda, Lol Tolhurst era el baterista. Como tal grabó todos los discos de la primera época del grupo, Three Imaginary Boys, Boys Don't Cry, Seventeen Seconds, Faith y Pornography. Dejó su impronta innovativa en canciones como "Jumping Someone Else's Train" y "The Hanging Garden" entre otras.
Lol Tolhurst asumió el papel de teclista tras el tour de Pornography a finales de 1982.
Entre 1986 y 1987, la adicción de Tolhurst al alcohol y las drogas comenzó a pasarle factura al músico, hasta el punto de no permitirle actuar en algunos conciertos. La banda recurrió en este momento al teclista Roger O'Donnell de The Psychedelic Furs para ocupar su vacío. A comienzos de 1989, el resto de la banda decidió expulsar a Tolhurst, ya que su contribución al grupo había prácticamente desaparecido. Roger O'Donell tomó su lugar como teclista del grupo.
El 31 de mayo de 2011, Lol Tolhurst regresa a The Cure, al igual que Roger O'Donnell, tocando en la Ópera de Sídney, de Sídney, Australia.
La contribución de Lol en The Cure tras la grabación de Pornography fue discutida debido a sus hábitos destructivos debidos a su alcoholismo. No obstante, su aportación al sonido del grupo como baterista de la primera etapa es notable.[cita requerida]

### Después de The Cure
Tras salir de The Cure, Laurence se asoció con Gary Biddles, antiguo compañero de Simon Gallup en Fools Dance, para formar la efímera banda Presence.
En 1994, interpuso una denuncia contra Robert Smith y la discográfica Fiction al respecto del pago de regalías, y alegando tener la propiedad conjunta del nombre The Cure con Robert Smith. Tras un largo proceso, la justicia se pronunció a favor de Smith y Fiction.
A principios de 2000, Laurence y su mujer, Cindy Levinson formaron la banda Levinhurst.